# Gil Coggins
Gil Coggins (* als Alvin Gibert Coggins am 23. August 1928 in New York City; † 15. Februar 2004 ebenda) war ein amerikanischer Jazz-Pianist des Hardbop. Gil Coggins wird vor allem deshalb in Erinnerung bleiben, weil er in der kurzen Zeitspanne seines musikalischen Wirkens mit drei der wichtigsten Musiker des Modern Jazz spielte, mit Miles Davis 1952/53, mit John Coltrane und Sonny Rollins 1957.

## Leben
1952 wirkte Gil Coggins an Miles Davis’ erster Session für das Jazzlabel Blue Note Records (veröffentlicht als Young Man With A Horn) und 1953 an der zweiten Session (Miles Davis, Vol. 2) mit. In der gleichen Zeit entstanden auch Aufnahmen mit Lester Young. Danach war er mehrere Jahre nicht musikalisch tätig, wirkte dann aber an der Aufnahme-Session des Ray-Draper-Quartetts mit John Coltrane für das Jazzlabel Prestige Records mit. Außerdem nahm er mit Jackie McLean auf, 1957 mit dem Quartett von Sonny Rollins. Coggins hatte nur wenig Gelegenheiten eigene Platten einzuspielen (Gil’s Mood, 1990 bei Interplay; Better Late Than Never, 2007 bei Smalls) und war hauptsächlich in der Clubszene beschäftigt. Bis zu einem Unfall im Jahr 2003, von dem er sich nicht mehr erholte, spielte er in den letzten Jahren jeden Samstagabend im „C-Note“ im East Village.
Die Coltrane-Biographen Filtgen und Außerbauer schreiben zu Gil Coggins’ Stil: Auf der Coltrane/Draper-LP gibt es „für den Pianisten Gil Coggins nur sehr wenig – dafür um so nachhaltiger – Gelegenheit, sich in Szene zu setzen. Er ist ein leider oft unterschätztes Hardbop-Talent. In seiner Interpretation bevorzugt er die ‚single-note‘-Spielweise mit dem umfangreichen Vokabular hart swingender Pianisten.“

## Diskografie (Auszug)
- Gil Coggins: Gil's mood (Interplay 9003, 1990)
- Gil Coggins: Better late than never (unknown)
- Gil Coggins: unissued Blue Note with Oscar Pettiford and Kenny Clarke (according to Michael Cuscuna the tapes are no longer in the Blue Note files)
- Miles Davis: Young Man With A Horn (Blue Note-10-Zoll-LP 5013, 1952) und Miles Davis, Vol. 2 (Blue Note-10-Zoll-LP 5022, 1953)[1]
- The Ray Draper Quintet featuring John Coltrane (New Jazz, 1957)
- Jackie McLean: Makin’ The Changes (New Jazz, 1957)
- Sonny Rollins Quintet/Thad Jones: Sonny Rollins Plays, 1956/57 (Period Records, 1958)